# Ernst Förstemann
Ernst Wilhelm Förstemann (Danzica, 18 settembre 1822 – Charlottenburg, 4 novembre 1906) è stato un filologo, bibliotecario, linguista e storico tedesco; viene ricordato come il fondatore degli studi sull'onomastica e sull'etimologia popolare in Germania, nonché per i suoi contributi fondamentali alla ricerca sulla cultura Maya.

## Biografia
Era figlio di Wilhelm August Förstemann, professore di matematica a Danzica. Si laureò in linguistica comparata alla Humboldt-Universität di Berlino, lavorando successivamente come insegnante, dapprima a Danzica, poi a Wernigerode; in quel periodo pubblicò l'Altdeutsches namenbuch [sic], un lessico in due volumi, il primo sull'onomastica germanica e il secondo sulla toponomastica.
Nel 1865 divenne capo bibliotecario della Sächsische Landesbibliothek di Dresda, posizione che mantenne fino al 1887; in questi anni, oltre a sviluppare notevolmente l'organizzazione della biblioteca, decifrò la sezione calendariale del Codice di Dresda. 
Si sposò nel 1852 con Clara Schirrmacher, deceduta l'anno seguente; ebbe un secondo matrimonio, con Emilie Dette, terminato con la morte di lei nel 1898.

## Opere
- Altdeutsches namenbuch, 2 voll. (1ª ed.: Nordhausen, 1856-1859; 2ª ed. vol. 2: Nordhausen, 1872; 2ª ed. vol. 1: Bonn, 1900; 3ª ed. vol. 2, in due tomi [a cura di H. Jellinghaus]: Bonn, 1913-1916; rist. anast.: Altdeutsches Namenbuch, 3 voll., Monaco di Baviera / Hildesheim, 1966-1967)[4].
- Über die Gräflich Stolbergische Bibliothek zu Wernigerode (1866)
- Mitteilungen der königlichen öffentlichen Bibliothek zu Dresden (1866)
- Geschichte des deutschen Sprachstamms (1874-1875)
- Graf Christian Ernst zu Stolberg-Wernigerode (1886)
- Zur Entzifferung der Mayahandschriften (1887-1898)
- Aus dem alten Danzig (1900)